# Лянцкоронский, Станислав
Станислав Лянцкоронский (пол. Stanisław Lanckoroński; 1590 — 19 января 1657, Львов) — гетман польный коронный Речи Посполитой с 1654 по 1657 год. Скальский староста, каштелян галицкий, с 1646 года — каменецкий каштелян, с 1650 года — брацлавский воевода, с 1652 года русский воевода. Один из крупнейших полководцев своего времени. Старший сын хорунжего подольского Яна Лянцкоронского (ум. после 1615 года) и Барбары Калиновской.

## Биография
Станислав Лянцкоронский родился в 1590 году. В молодости служил в войске великого гетмана коронного Станислава Конецпольского. Избирался послом на сейм от русского и сандомирского воеводств. Участвовал в многочисленных боях с крымскими татарами, в частности в 1626 году в битве под Мартыновым. Затем принимал участие в польско-шведской войне в Поморье (1626—1629). Разбил крымского калгу в битве под Белзом.
В 1630 году Станислав Лянцкоронский построил Ягельницкий замок в селе Ягельница Чортковского района Тернопольской области.
Как коронный гетман, принимал участие в войне с Хмельницким, участвовал в нескольких крупных сражениях. Успешно оборонял от казаков Каменец-Подольский. На сейме в 1649 году был избран одним из трех короннымх региментариев и каштеляном каменецким. В том же 1649 году Станислав Лянцкоронский принимал участие в обороне Збаража, осажденного казацко-татарскими войсками. В 1649 году был назначен воеводой брацлавским и старотой стопницким. В 1651 году участвовал в Берестецкой битве.
С 1652 года — воевода Русского воеводства Речи Посполитой (административным центром этого воеводства был город Львов). В 1653 году Станислав Лянцкоронский участвовал в новой военной кампании на Украине, во время которой польская армия была окружена казацко-татарскими войсками под Жванцем. В следующем 1654 году был назначен польным гетманом коронным.
В январе 1655 года польный гетман коронный Станислав Лянцкоронский командовал частью польской армии и отличился в Битве на Дрожи-поле с казацко-русским войском под предводительством украинского гетмана Богдана Хмельницкого и боярина Василия Шереметева. В том же 1655 году воевал со шведами во время Шведского потопа, в сентябре 1655 года был разбит шведами в битве при Войниче. Во время сражения Станислав Лянцкоронский едва не погиб и был спасен двумя шляхтичами. Затем после отъезда польского короля Яна Казимира из Кракова в Силезию вынужден был перейти на сторону шведского короля Карла Х Густава. В декабре 1655 года Станислав Лянцкоронский вместе с великим гетманом коронным Станиславом «Реверой» Потоцким принял участие в организации Тышовецкой конфедерации против Швеции. В 1656 году командовал частью польской армии в войне против шведов.
Скончался в январе 1657 года, похоронен во Львове.

## Личная жизнь
Был женат на Анне Сиенинской, дочери каштеляна любельского Збигнева Сиенинского и Эльжбеты Тарновской. Дети:
- Иероним Лянцкоронский (ум. 1697) — подкоморий подольский (1658), ротмистр королевский и староста скальский
- Преслав Лянцкоронский (ум. 1697) — каштелян черниговский (1689), староста скальский
- Франтишек Станислав Лянцкоронский (ум. 1699)
- Ян Лянцкоронский — каноник львовский, схоластик каменецкий
- Збигнев Лянцкоронский — староста скальский (1648)
- Николай Лянцкорнский (ум. 1647)
- Мартин Лянцкоронский
- Иоанна Лянцкоронская — жена Анджея Завадского.